# Philipp Lienhart
Philipp Lienhart (ur. 11 lipca 1996 w Lilienfeld) – austriacki piłkarz występujący na pozycji obrońcy w niemieckim klubie SC Freiburg oraz w reprezentacji Austrii. Uczestnik Mistrzostw Europy 2020. 
Wychowanek Rapidu Wiedeń, w swojej karierze grał także w Realu Madryt.